# Ичера (Болгария)
Ичера (болг. Ичера) — село в Болгарии. Находится в Сливенской области, входит в общину Сливен. Население составляет 212 человек.

## Политическая ситуация
Ичера подчиняется непосредственно общине и не имеет своего кмета.
Кмет (мэр) общины Сливен — Йордан Лечков Янков (Граждане за европейское развитие Болгарии (ГЕРБ)) по результатам выборов.